# Powiat Győr
Powiat Győr (węg. Győri járás) – jeden z siedmiu powiatów komitatu Győr-Moson-Sopron na Węgrzech. Siedzibą władz jest miasto Győr.

## Miejscowości powiatu Győr
- Abda
- Bőny
- Börcs
- Dunaszeg
- Dunaszentpál
- Enese
- Gönyű
- Győr
- Győrladamér
- Győrújbarát
- Győrújfalu
- Győrzámoly
- Ikrény
- Kisbajcs
- Koroncó
- Kunsziget
- Mezőörs
- Nagybajcs
- Nagyszentjános
- Nyúl
- Öttevény
- Pér
- Rábapatona
- Rétalap
- Töltéstava
- Vámosszabadi
- Vének